# Ђара (Месина)
Ђара (итал. Giarra) је насеље у Италији у округу Месина, региону Сицилија.
Према процени из 2011. у насељу је живело 63 становника. Насеље се налази на надморској висини од 540 м.